# بني شيبان (الشاهل)

تعديل مصدري - تعديل

بني شيبان هي إحدى قرى عزلة جانب الشام بمديرية الشاهل التابعة لمحافظة حجة، بلغ تعداد سكانها 103 نسمة حسب تعداد اليمن لعام 2004.